# اوک ولز (آریزونا)
اوک ولز (به انگلیسی: Oak Wells) یک منطقهٔ مسکونی در ایالات متحده آمریکا است که در آریزونا واقع شده‌است. اوک ولز ۱٬۳۶۴ متر بالاتر از سطح دریا واقع شده‌است.